# Anna Šulcová
Anna Šulcová (známá jako Anna Sulc, * 4. března 1999 Praha) je česká youtuberka, influencerka, blogerka a herečka. K září 2024 měla na youtubovém kanále přes 490 tisíc odběratelů. Zabývá se zde převážně lifestylem, cvičením a péčí o sebe a své zdraví. Dříve na YouTube natáčela sketche s ostatními youtubery, například Jmenuju se Martin, Luboš Je Celkem Fajn nebo s přáteli Jakubem, Adamem Machem a dalšími.

## Působení
V roce 2013 hrála ve dvou dílech seriálu Gympl s (r)učením omezeným, roku 2021 ve filmu Gump – pes, který naučil lidi žít a v roce 2023 ve snímku Cool Girl!.
V září roku 2019 vydávala společně s Jakubem Gulabem podcast Proud, který skončil v roce 2021. V listopadu téhož roku vyhrála sedmý ročník ankety Czech Social Awards, která oceňuje české influencery, a to v kategorii inspirace a vliv. Roku 2021 s Jakubem Gulabem spoluvytvořila kampaň na boj proti dezinformacím šířených kolem očkování proti covidu-19, která probíhala na sociálních sítích Instagram, Twitter, Facebook, YouTube a TikTok. V kampani vyvraceli společně s vědci a odborníky dezinformace, které se na internetu ohledně očkování šíří. Kampaň byla kritizována odborníky i veřejností, a proto se rozhodli, že část kampaně stáhnou.
V roce 2021 ji časopis Forbes umístil na osmé místo v žebříčku 10 nejlépe placených youtuberů Česka s odhadovaným ročním příjmem 5 milionů korun.
V roce 2022 se jejím partnerem stal hokejista Vladislav Houška, se kterým natáčí podcast Tenkej Led.